# Буревестник (научно-исследовательский институт)
ЦНИИ «Буревестник» — научно-исследовательское предприятие оборонно-промышленного комплекса России. Производит и модернизирует артиллерийское и миномётное вооружение, выпускает продукцию гражданского назначения. Входит в состав дивизиона спецтехники научно-производственной корпорации «Технодинамика». Расположено в Нижнем Новгороде.

## История
Центральный научно-исследовательский институт «Буревестник» был создан в 1970 году на базе КБ-3 ОКБ Горьковского машиностроительного завода как головное предприятие страны для выпуска ствольного артиллерийского вооружения среднего и крупного калибра.
В составе ЦНИИ работали три конструкторских отделения: корабельной; полевой; танковой и противотанковой артиллерии.
Благодаря собственной производственной и испытательной базе ЦНИИ проводил полный цикл создания вооружений, включая изготовление экспериментальных и опытных образцов, отработку их конструкции на стендах и полигоне.
В середине 1980-х годов помимо военных разработок начал производить продукцию гражданского назначения. В ЦНИИ были созданы линия по переработке картофеля, хмелеуборочный комбайн, автокран с телескопической стрелой.
В 2005 году на базе института разместилась кафедра «Артиллерийское вооружение» НГТУ им. Р.Е. Алексеева.
В 2009 году ОАО «ЦНИИ „Буревестник“» вошло в состав ОАО «Научно-производственная корпорация „Уралвагонзавод“».
С 2011 года ЦНИИ «Буревестник» разрабатывает для платформ «Бумеранг» и «Армата» дистанционно управляемые комплексы вооружения калибров 7,62 мм, 12,7 мм и 30 мм.
Также ЦНИИ проектирует перспективное самоходное артиллерийское орудие большого калибра, выполняет проекты в рамках гособоронзаказа, производит продукцию для железных дорог.
В 2012 году на ЦНИИ началась масштабная модернизация. В ближайшие годы планируется строительство двух новых экспериментальных пусковых комплексов для артиллерийских установок на общей площади 16 тыс. м².

## Продукция
За свою историю ЦНИИ «Буревестник» разработал около 400 различных проектов. За них более 100 руководителей получили ордена и медали, 14 удостоены звания лауреатов Государственной премии и Премии Правительства Российской Федерации в области науки и техники.
В ЦНИИ создано более 60 образцов вооружения и военной техники.
Наиболее значимые изделия:
- контрольно-проверочные машины КПМ 1И41 и КПМ 1И41Э, предназначенные для выполнения операций технического обслуживания, технической, баллистической подготовки и текущего ремонта большинства состоящих на вооружении и разработанных в РФ артиллерийских систем и комплексов автоматизированного управления огнём
- контрольно-проверочные машины КПМ 1И37, КПМ 1И37Э, КПМ 1И37Э-1, КПМ 1И37Э-2 предназначенные для выполнения операций технического обслуживания, технической, баллистической подготовки и текущего ремонта танков и БМП
- артиллерийские установки для корабельной артиллерии АК-176 и А-190, ставшие одними из самых распространенных в мире
- 120-мм возимый миномёт 2Б11
- 2К32 «Дева»
- миномёт 2С12 «Сани»
- миномётный комплекс 2С12
- «бесшумный» носимый миномёт 2Б25 «Галл» с дальностью поражения до 1200 метров.
- гаубица 2С35 «Коалиция-СВ»
- гаубица 2С43 «Мальва».

Кроме того, институт выпускает гражданскую продукцию, в том числе линии по ремонту и изготовлению колёсных пар вагонов; прессовое оборудование; платформы для перевозки большегрузных контейнеров и стальных труб, мобильные комплексы для ремонта грузовых вагонов.

## Санкции
14 декабря 2022 года, на фоне вторжения России на Украину, «Буревестник» был включен в санкционный список стран Евросоюза. Евросоюз отмечает, что «Буревестник» предоставляет минометы российским вооруженным силам, поэтому ответственен за поддержку действий, которые подрывают или угрожают территориальной целостности, суверенитету и независимости Украины. 3 февраля 2023 года предприятие внесено в санкционный список США. 23 февраля 2023 года «Буревестник» попал в санкционный список Канады против предприятий, участвующих в оборонной промышленности России, и производстве вооружения, которое Россия использует на Украине. По аналогичным основаниям предприятие находится в санкционном списке Украины, Японии и Швейцарии.

## Показатели деятельности
В 2010 году объем производства ЦНИИ «Буревестник» впервые превысил 1,3 млрд рублей. Выручка составила 734,45 млн рублей, чистая прибыль — 17,58 млн рублей.
В 2014 году выручка составила 4,811 млрд. руб., а чистая прибыль 437,195 млн. руб (что в 3,4 раза больше, чем в 2013 году).